# Still (Madeline-Juno-Lied)
Still ist ein Lied der deutschen Singer-Songwriterin Madeline Juno aus dem Jahr 2017. Das Stück ist die erste Singleauskopplung aus ihrem dritten Studioalbum DNA.

## Entstehung und Artwork
Das Lied wurde von der Interpretin selbst, gemeinsam mit dem britischen Musiker Oliver Epsom (Oliver Som), geschrieben. Som zeichnete zudem auch für die Abmischung, Instrumentierung, Produktion und die Programmierung des Schlagzeugs verantwortlich. Für die Instrumentierung spielte er unter anderem den Bass, die Gitarre, das Piano und den Synthesizer ein. Beim Einspielen des Pianos erhielt er Unterstützung von Juno. Das Mastering erfolgte durch Masterdisk Europe in Paris (Frankreich), unter der Leitung von Benoit Journo.
Während Juno bei der Albumproduktion zu DNA einmalig mit Journo zusammengearbeitet hat, war Som bereits in verschiedenen Funktionen an den Produktionen zu Salvation (Februar 2016) und Waldbrand (September 2016) beteiligt.
Auf dem Frontcover der Single ist – neben Künstlernamen und Liedtitel – Juno brustaufwärts zu sehen. Sie trägt dabei eine blaue Jacke mit verschiedenen Aufnähern, macht mit ihrem rechten Zeigefinger das umgangssprachliche „shh-Zeichen“, während sie den Blick zur Kamera gerichtet hat. Das Artwork ist in verschiedenen rosatönen gestaltet, womit es sich an dem des Albums orientiert und stammt von Christian Hapich. Die Fotografie entstand bei den Dreharbeiten zum dazugehörigen Musikvideo.

## Veröffentlichung und Promotion
Die Erstveröffentlichung von Still erfolgte als Single am 5. Mai 2017. Diese erfolgte als digitaler Einzeltrack zum Download und Streaming durch das Musiklabel Embassy of Music. Für den Vertrieb war Tonpool zuständig, verlegt wurde das Lied durch BMG Rights Management, Emma’s Park Music und Sony Music Publishing.
Am 8. September 2017 erschien Still als Teil von Junos dritten Studioalbum DNA (Katalognummer: 28204), dessen erste Singleauskopplung es ist.

## Inhalt
| „Es war zu lange still in mir, ich dreh auf laut, ich will mich am Leben fühl’n. Ich bin noch immer Mensch, ich kann spür’n das es brennt in mir, dass mein Herz pulsiert, nie wieder: Steh’ ich still, steh’ ich still. Steh’ ich still, steh’ ich still – nie wieder. Steh’ ich still, steh’ ich still. Steh’ ich still, steh’ ich still – nie wieder.“ – Refrain, Originalauszug | Der Liedtext zu Still ist in deutscher Sprache verfasst. Geschrieben und komponiert wurde das Stück gemeinsam von Madeline Juno und Oliver Som. Musikalisch bewegt sich das Lied im Bereich Popmusik. Das Tempo beträgt 130 Schläge pro Minute. Die Tonart ist Fis-Dur. Inhaltlich soll Still zur Ermutigung anregen, Altes hinter sich zu lassen und einen Neuanfang zu wagen. Juno selbst gab an, dass sie das Lied direkt nach Neujahr 2017 geschrieben habe und das es eines der ersten Stücke gewesen sei, die für DNA entstanden seien. Während des gesamten Schreibprozesses sei es ein sehr wichtiges Lied für sie gewesen, weil es nochmal „ein großes rotes X über das letzte Jahr gekritzelt hat“ und einfach sage: „Ey, letztes Jahr war so ein bescheuertes Jahr“. Fast jeder habe auf das Jahr 2016 geschimpft, inklusive ihr selbst. Mit Still habe sie ein Zeichen setzen wollen, dass 2017 definitiv anders werde. Sie habe gedacht, dass es besonders nach Silvester vielen Menschen so gegangen sei, dass man auf 2016 geblickt und gedacht habe: „Was war das bitte für ein Jahr? So ein auf und ab und auf und ab“. Sie selbst habe sich aus dem einen oder anderen Tief herausziehen müssen. Dieses Gefühl habe sie einfangen wollen; das man das Jahr hinter sich lasse und sage: „Ey, ich war eigentlich viel zu lange komplett taub vor diesem Gefühl das alles scheiße ist und das alles daneben läuft, das alles schief geht und alle großen Künstler wegsterben“. Juno habe einen Text gewollt, auf den sich möglichst viele beziehen können und habe klare Bilder dazu im Kopf gehabt, wie: „das Coming-out von jemandem, der endlich er selbst ist, oder politischen Protest, bei dem die Menschen laut aussprechen, was sie wirklich denken“. Dadurch das der Text auch andere Menschengruppen einbeziehen soll, habe sie sich zum ersten Mal beim Schreiben auch ganz bewusst zurücknehmen können. 2016 solle hiermit abgeschlossen werden und ein neuer Abschnitt beginnen. Ein neues Jahr beginne und das sei „still“. |

Aufgebaut ist das Lied auf zwei Strophen, einem Refrain und einer Bridge. Es beginnt mit der ersten Strophe, die als Vierzeiler verfasst wurde. Während der Liedtext verschiedene Menschengruppen ansprechen sollte, beschrieb Juno besonders die erste Strophe als autobiografisch. An die erste Strophe schließt sich zunächst der Prechorus an, der aus fünf Zeilen besteht, ehe der eigentliche Refrain einsetzt. Der Hauptteil des Refrains setzt sich dabei aus acht Zeilen zusammen. Der gleiche Aufbau wiederholt sich mit der zweiten Strophe. Auf den zweiten Refrain folgt als musikalisches Zwischenspiel die Bridge, die aus drei Zeilen besteht, auf die letztmals der Refrain folgt. Der dritte Refrain wird zum Abschluss des Stücks in einer erweiterten Fassung dargeboten.

## Musikvideo
Vor dem offiziellen Musikvideo erschien zunächst ein Lyrikvideo am 5. Mai 2017 auf YouTube. Das reguläre Musikvideo zu Still feierte schließlich am 1. Juni 2017 seine Premiere. Dieses lässt sich in zwei Abschnitte unterteilen, die immer wieder abwechselnd zu sehen sind. Zum einen sieht man Juno, alleine in einem Kinosaal, die einen Film schaut, in dem sie selbst zu sehen ist. Der Film zeigt Szenen von Juno, in Situationen, in denen sie fröhlich und glücklich wirkt, wie: dem fangen eines Blumenstraußes, in einem Regenschauer zu sein, dem anzünden von Feuerwerk und Wunderkerzen, Musik hören, Luftballon platzen lassen, Sektflasche öffnen, dem blasen von Seifenblasen oder auch beim Konfetti schmeißen. Zum anderen sieht man sie im zweiten Abschnitt auf der Ladefläche eines fahrenden Dodge-Pritschenwagens, während sie das Lied singt. Das Video endet mit Juno im Kinosaal, die zunächst mit dem Kopf in den Sitz fällt, bevor sie plötzlich bemerkt, dass sie selbst Konfetti auf den Schultern hat.
Die Gesamtlänge des Videos beträgt 3:27 Minuten. Regie führten die beiden Hamburger Filmemacher Nico Koenen und Patrick Wulf. Bis Mai 2025 zählte das Musikvideo über 1,1 Millionen Aufrufe bei YouTube.

## Mitwirkende
| Liedproduktion - Oliver Epsom (Oliver Som): Abmischung, Bass, Gitarre, Komposition, Liedtext, Musikproduktion, Piano, Programmierung, Synthesizer - Benoit Journo: Mastering - Madeline Juno: Begleitgesang, Gesang, Komposition, Liedtext, Piano Musikvideo - Nico Koenen: Regie, Schnitt - Raik Lingner: Beleuchtung, Kameraoperation (Drohne) - Joel Vila: Kameraassistenz - Patrick Wulf: Kamera, Regie | Visualisierung (Cover) - Christian Hapich: Artwork Unternehmen - Bildreich Hamburg: Filmproduktion (Musikvideo) - BMG Rights Management: Verlag - Emma’s Park Music: Verlag - Embassy of Music: Musiklabel - Masterdisk Europe: Tonstudio - Sony Music Publishing: Verlag - Tonpool: Vertrieb |

## Rezensionen
Die deutschsprachige Musikwebseite Echte Leute bezeichnete DNA als hervorragendes Deutschpop-Album und hob Still dabei als eines der „Highlights“ hervor.
Rebecca Bektas von The Pick beschrieb Still als „Ausrufezeichen“ und „hochgradig ansteckend“.
Ingrid Augustin von der Schwäbischen Zeitung hob Still als eines von vier „Anspieltipps“ aus DNA hervor.